# Yumi Kakazu
Yumi Kakazu (かかず ゆみ Kakazu Yumi?) nació el 18 de junio de 1973. Es una seiyū que ha interpretado notables personajes conocidos.

## Lista parcial de sus participaciones
El orden de esta lista es serie, película o juego, personaje
- Akihabara Dennogumi - Hatoko Daikanyama
- Ask Dr. Rin! - Banri Shijou
- Ayashi no Ceres - Aya Mikage
- Bleach - Ririn
- Castlevania: Portrait of Ruin - Charlotte Aulin
- Divergence Eve/Divergence Eve: Misaki Chronicles - Misaki Kureha
- Doraemon - Shizuka Minamoto (desde el 2005)
- Fate/kaleid liner Prisma Illya 3rei! - Magical Sapphire (desde el 2016, en reemplazo de Miyu Matsuki)
- Final Fantasy Tactics Advance - Ritz Malheur
- Final Fantasy VII: Advent Children
Dirge of Cerberus: Final Fantasy VII - Yuffie Kisaragi
- Fire Emblem Heroes - Ethlyn
- Fukumenkei Noise - Madre de Nino
- Fullmetal Alchemist - Lyla
- GaoGaiGar Final - Renais Cardiff Shishio
- Godannar - Shizuru Fujimura
- Gundam X - Sala Tyrell
- Healin' Good PreCure - Mei Hiramitsu
- HeartCatch PreCure! - Karin Tsuyuki
- Hikaru no Go - Akari Fujisaki
- Houshin Engi - So Dakki
- Initial D - Sayuki
- Inuyasha - Ayame
- King of Fighters - Kula Diamond y Lily Kane
- Kingdom Hearts/Kingdom Hearts II - Ehrgeiz
- Kyō Kara Maō! - Miko Shibuya
- Loveless - Yamato Nakano
- MegaMan NT Warrior - Medi
- Memories Off - Miyabi Fujiwara
- One Piece - Hera
- Pokémon - Mikan (Jasmine)
- RahXephon - Hiroko Asahina
- Saikano - Satomi
- Samurai Deeper Kyo - Okuni
- Sister Princess - Haruka
- Barbie as the Island Princess - Barbie/"Ro"/Princesa Rosella
- SNK Heroines: Tag Team Frenzy - Kula Diamond
- Sousei no Aquarion - Silvia de Alisia
- Super Robot Wars Original Generation - Seolla Schweitzer
- Stratos 4 - Mikaze Honjyo
- Tokyo Mew Mew - Mint Aizawa
- Vandread - Dita Liebely
- Yu-Gi-Oh! - Anzu Mazaki (Téa Gardner, en la primera serie de la saga hecha por Toei)